# Cathal mac Domhnaill Ua Conchobair
Cathal mac Domhnaill Ua Conchobair (mort le 25 octobre 1324) est l'unique descendant de Brian Luignech (mort en 1181) un fils cadet de Toirdelbach Ua Conchobair «  Ard ri Erenn co fressabra  » c'est-à-dire « Haut-roi en opposition  », à accéder au titre de roi de Connacht de 1318 à 1324..

## Règne
En 1318, une grande armée est rassemblée par Maelruanaid Mac Diarmata, roi de Moylurg, dont les principaux chefs étaient:
Toirdelbach mac Aeda Ua Conchobair, roi de Connacht, Ualgarc Ui Ruairc, roi de Bréifne, Conchobar O Cellaig, roi des Uí Maine, Tomaltach Mac Donnchada, seigneur de Tirerrill. Ils se mirent tous en marche pour attaquer  Cathal mac Domnaill Ua Conchobair à Fasa Choillid.  Cathal leur propose alors de grandes concessions s'ils renonçaient à l'attaquer; mais les principaux chefs refusent son offre,  bien qu’assiégé dans sa  forteresse, cette situation ne l'incita pas à fuir ou à craindre, et il sortit des bâtiments plein d’acharnement pour les attaquer. Il se combattirent ce jour-là. Dans l'action Conchobar Ó Cellaig, roi des Uí Maine, est tué, ainsi que  Brian fils de Toirrdelbach Ui Conchobair, l'héritier présomptif du  Connacht, et Brian mac Magnus et Cathal mac Gilla Crist Mac Diarmata; et de nombreux autres nobles ou vilains furent tués ou grièvement blessés .  Cathal  attaque ensuite le Connacht,  fait des raids dans les domaines de Mac Diarmata, se saisit de la royauté du  Connacht  et dépose Toirdelbach Ua Conchobair. Après  cela il se place lui-même sous la protection de  Guillaume de Bourg et des « Étrangers du Connacht ».
Selon les annales des quatre maîtres qui relèvent sa mort:
Cathal fils de Domnall (†  1307),  fils de Tadg (†  1313),  fils de Brian, fils d'Andrias, fils de Brian Luignech (†  1181), un fils de Toirdelbach Ua Conchobair, roi de Connacht, le plus vigoureux et puissant  des Gaels de son époque est tué par  Toirrdelbach mac  Áed mac Eógain Ua Conchobair en Tir Briuin na Sinna cette année là, et Maelsechlainn mac Toirrdelbach O' Domnaill, Gilla Crist Óg Mac Donnchada et beaucoup d'autres furent tués avec lui le 25 octobre 1324. Il avait été roi de pendant six années et demi, en dépit des  Gaels et des Étrangers. Toirrdelbach fut ensuite fait roi par l’ensemble des Hommes de Connacht .

## Postérité
Les descendants de  Cathal dans un premier temps, puis de son frère cadet Muirchertach (mort en 1329) constituent les Ui Conchobhair Sligigh seigneur de Cairbre c'est-à-dire: Carbury dans le comté de Sligo jusqu'en 1634 . Cathal mac Domhnaill laisse trois fils et une fille:
- Maghnus, O'Connor Sligo seigneur de Cairbre (1329-1342)
- Ruaidri est tué  traîtreusement en 1350 pas Fergal Mac Donnchada à l'instigation de Aodh mac Toirdhealbhaigh [6].
- Cathal Óg , O'Connor Sligo seigneur de Cairbre (1342-1362)
- Cobhlaith Mór Ní Conchobhair († 1395)